# 永宁镇 (宁蒗县)
永宁镇，原为永宁乡（普米语：lint xgum），是中华人民共和国云南省丽江市宁蒗彝族自治县下辖的一个乡镇级行政单位，主要民族为普米族和摩梭人。全镇面积642平方公里，平均海拔2664米，年平均气温9℃，平均降雨量960毫米，无霜期240天。
2019年2月11日，撤乡设镇。

## 行政区划
永宁乡下辖以下地区：
永宁村、温泉村、泥鳅沟村、拖支村、落水村和木底箐村。

## 中国传统村落
- 2012年12月，落水村被评为首批“中国传统村落”。
- 2013年8月，温泉村委会瓦拉别被评为第二批中国传统村落。